# إدوين غونزاليس
إدوين غونزاليس (بالإسبانية: Edwin González)‏ (20 يونيو 1977 بسان ميغيل في السلفادور - ) هو لاعب كرة قدم سلفادوري في مركز الدفاع. شارك مع منتخب السلفادور لكرة القدم. أما مع النوادي، فقد لعب مع نادي أليانزا ‏ وليمنيو ديبورتيفو ‏ ونادي لويس أنخيل فيربو ونادي أكويلا.

## وصلات خارجية
- إدوين غونزاليس على موقع الاتحاد الدولي (مؤرشف)  (الإنجليزية)
- إدوين غونزاليس على موقع قاعدة بيانات كرة القدم.إي يو (الإنجليزية)
- إدوين غونزاليس على موقع ناشيونال فوتبول تيمز (الإنجليزية)
- إدوين غونزاليس على موقع Soccerway.com (الإنجليزية)